# Freyburg (Adelsgeschlecht)

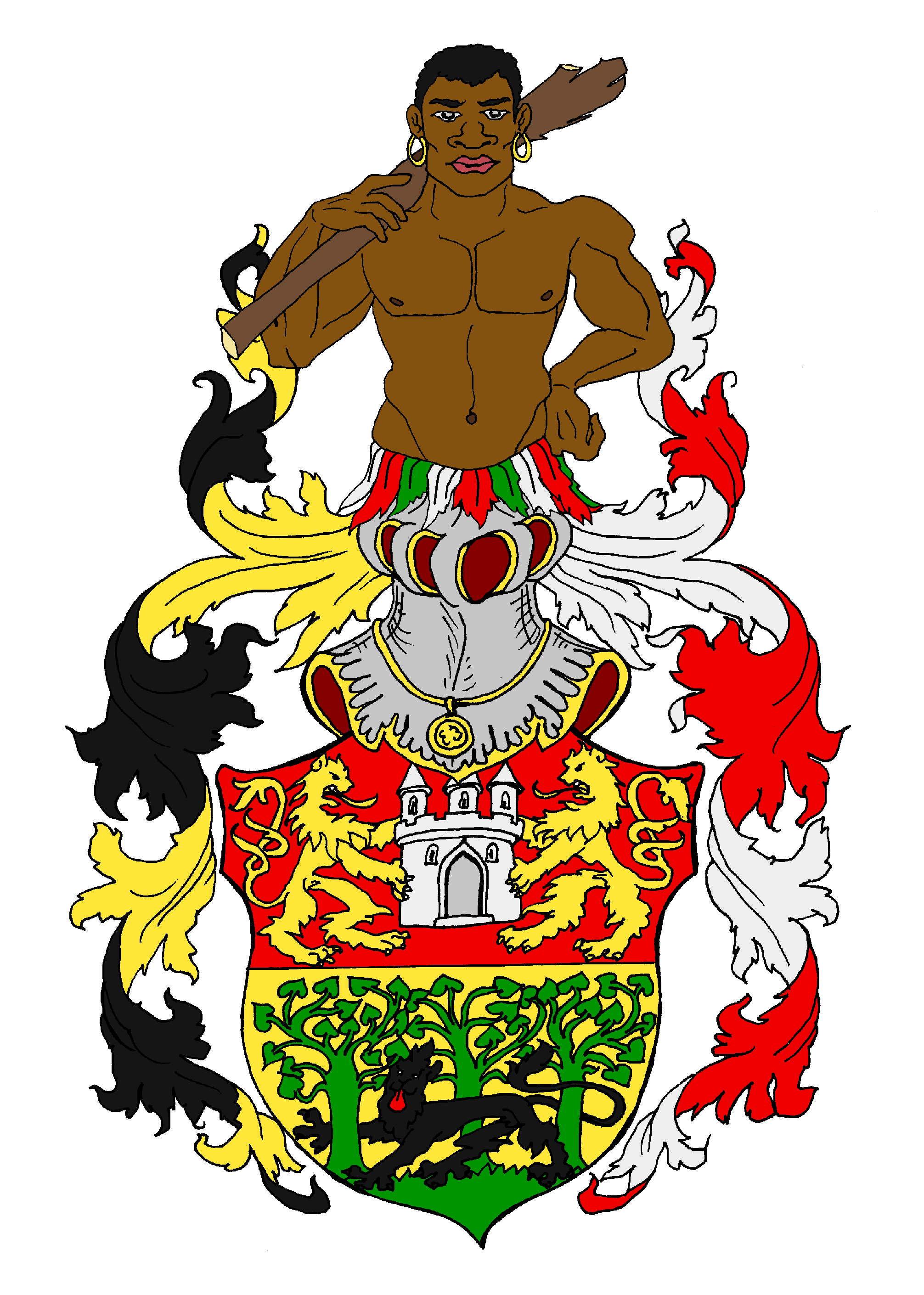
Wappen derer von Freyburg

Freyburg, eigentlich Schlottmann von Freyburg, ist der Name eines briefadligen Geschlechts, das 1703 durch Nobilitierung der Brüder Niclas und Christian Schlottmann entstand, in Mecklenburg und Preußen blühte und in der ersten Hälfte des 20. Jahrhunderts ausstarb.

## Geschichte
Die Stammreihe wird auf den angeblich aus dem Schwarzwald stammenden Niklas Schlottmann († um 1572) zurückgeführt, der als Flüchtling nach Mecklenburg gekommen sei und hier auf dem Gut Passow Unterkunft und Arbeit als Schließvogt gefunden habe. Sein gleichnamiger Sohn (* vor 1550; † um 1636) entlief in jungen Jahren, kam nach Holland, und brachte es hier als Gastwirt und Weinhändler zu Wohlstand. Später zog er nach Lübeck. Seine Kinder wurden Lübecker Bürger.
Der älteste Sohn Cord Schlottmann (* 1620) wurde 1665 Bürger der Stadt Lübeck und erwarb 1666 das Haus An der Trave 100. Er handelte sehr erfolgreich mit Wein und im Geldverleih und war 1677 in der Lage, noch das Haus Fischergrube MMQ. 419 zu erwerben. In Mecklenburg erwarb er zunächst umfangreichen Pfandbesitz. 1686 erhielt er die herzogliche Erlaubnis, Grundbesitz zu erwerben und erwarb Passow, das Gut, auf dem sein Großvater noch Leibeigener war, mit Zubehör und Anteilen an Welzin von den Erben des Daniel von Koppelow. 1690 führte er einen Prozess gegen die von Weltzien auf Weisin um die Überlassung von deren Gütern, erhielt jedoch nur das Pfandrecht auf sechs Jahre an Weisin, Grambow, Lenschow und Welzin. 1691 verkaufte er seinen Besitz in Lübeck und scheint ganz nach Mecklenburg gezogen zu sein.
Seine Söhne Niclas (* 1666 in Lübeck; † 1742 auf Passow) und der Jurist Christian (* 1672 in Lübeck; † 1763 in Brüel) betrieben dann aktiv die Nobilitierung, die sie durch Dekret Kaiser Leopolds II. vom 31. Dezember 1703 mit dem Namen Schlottman von Freyburg auch erhielten. Mit Dekret vom 10. Oktober 1705 erfolgte die herzoglich mecklenburgische Anerkennung ihres Reichsadels. Beide gelten als Parteigänger des Herzogs Karl Leopold und seiner absolutistischen Pläne. Karl Leopolds Versuch, Christian von Freyburg 1716 zum Landrat zu machen, scheiterte am erbitterten Widerstand der Landstände. Der Familie gelang es trotz landtagsfähigem Besitz auch nicht, das Indigenat zu erlangen, also in den eingeborenen und rezipierten mecklenburgischen Adel aufgenommen zu werden. Daher konnte auch keine ihrer Töchter in eins der mecklenburgischen Landesklöster eingeschrieben werden. Allerdings heiratete Niclas 1695 eine Dobbertiner Konventualin, und zwar Christine Hedwig von Barner (1663–1704). Christian heiratete zunächst Anna Elisabeth Gutzmer, eine Tochter von Johann Georg Gutzmer, und nach ihrem Tod Agneta Sophie Willebrand, eine Tochter des Rostocker Professors Albert Willebrand (der Jüngere). An beide erinnerte ein 1942 verbranntes Epitaph, das er ihnen in der Rostocker Jakobikirche setzen ließ. Seit dem 18. Jahrhundert benutzte das Geschlecht unbeanstandet die Kurzform von Freyburg.
In den nächsten Generationen ging der Grundbesitz verloren, die männlichen Mitglieder der Familie traten als Forstleute, Juristen und Offiziere in mecklenburgische, dänische und preußische Dienste. Um 1830 lebte kein von Freyburg mehr in Mecklenburg. Die letzte Geburt im Mannesstamm war 1889 Karl (Carl Ferdinand) von Freyburg, der schon 1914 fiel und als Freund und Inspirator Marsden Hartleys es zu einer gewissen posthumen Bekanntheit brachte. Als letzter seines Geschlechts starb der preußische Oberstleutnant Georg von Freyburg (* 1871) nach 1940 in Bückeburg.

## Besitzungen
- Passow 1686–1796
- Brüel 1702–1753, an die fürstliche Hofkammer verkauft
- Schwasdorf 1760–1795
- Radepohl bei Crivitz 1797–1808
- Carolinenhof bei Husum

## Wappen
Das 1703 bestätigte Wappen ist geteilt. Es zeigt oben in Rot eine von zwei goldenen Löwen gehaltene silberne Burg mit drei spitzen Türmen, unten in Gold auf grünem Rasen drei grüne Lindenbäume, wobei hinter (auch: vor) dem mittleren ein schwarzer Leopard/Panther schreitet. Auf dem Helm mit rechts schwarz-goldenen, links rot-silbernen Decken ein wachsender Mohr mit silbern-rot-grünem Federschurz, der mit der rechten Hand einen Kolben schultert und die linke Hand in die Hüfte stemmt.

## Vertreter
- Niclas von Freyburg (1666–1742), mecklenburgischer Kriegscommissar und Präfekt in Goldberg
- Christian von Freyburg (1673–1736), Jurist, mecklenburgischer Rat
- Karl von Freyburg (1889–1914), preußischer Offizier